# Commercial Point (Ohio)
Pour les articles homonymes, voir Commercial Point.
Commercial Point est un village américain situé dans le comté de Pickaway, dans l’Ohio. Selon le recensement de 2010, sa population est de 1 582 habitants.